# Campeonato Mundial de Esqui Alpino de 2017
O Campeonato Mundial de Esqui Alpino de 2017 foi a 43º edição do evento, realizada em St. Moritz, Suíça, entre 6-19 de Fevereiro de 2017.

## Medalhistas

### Masculino
| Evento           | Ouro                      | Ouro    | Prata                      | Prata   | Bronze                          | Bronze  |
| ---------------- | ------------------------- | ------- | -------------------------- | ------- | ------------------------------- | ------- |
| Downhill         | Beat Feuz · Suíça         | 1:38.91 | Erik Guay · Canadá         | 1:39.03 | Max Franz · Áustria             | 1:39.28 |
| Super-G          | Erik Guay · Canadá        | 1:25.38 | Kjetil Jansrud · Noruega   | 1:25.83 | Manuel Osborne-Paradis · Canadá | 1:25.89 |
| Slalom gigante   | Marcel Hirscher · Áustria | 2:13.31 | Roland Leitinger · Áustria | 2:13.56 | Leif Kristian Haugen · Noruega  | 2:14.02 |
| Slalom           | Marcel Hirscher · Áustria | 1:34.75 | Manuel Feller · Áustria    | 1:35.43 | Felix Neureuther · Alemanha     | 1:35.68 |
| Combinado alpino | Luca Aerni · Suíça        | 2:26.33 | Marcel Hirscher · Áustria  | 2:26.34 | Mauro Caviezel · Suíça          | 2:26.39 |

### Feminino
| Evento           | Ouro                              | Ouro    | Prata                             | Prata   | Bronze                         | Bronze  |
| ---------------- | --------------------------------- | ------- | --------------------------------- | ------- | ------------------------------ | ------- |
| Downhill         | Ilka Štuhec · Eslovênia           | 1:32.85 | Stephanie Venier · Áustria        | 1:33.25 | Lindsey Vonn · Estados Unidos  | 1:33.30 |
| Super-G          | Nicole Schmidhofer · Áustria      | 1:21.34 | Tina Weirather · Liechtenstein    | 1:21.67 | Lara Gut · Suíça               | 1:21.70 |
| Slalon gigante   | Tessa Worley · França             | 2:05.55 | Mikaela Shiffrin · Estados Unidos | 2:05.89 | Sofia Goggia · Itália          | 2:06.29 |
| Slalon           | Mikaela Shiffrin · Estados Unidos | 1:37.27 | Wendy Holdener · Suíça            | 1:38.91 | Frida Hansdotter · Suécia      | 1:39.02 |
| Combinado alpino | Wendy Holdener · Suíça            | 1:58.88 | Michelle Gisin · Suíça            | 1:58.93 | Michaela Kirchgasser · Áustria | 1:59.26 |

### Misto
| Evento     | Ouro | Prata | Bronze |
| ---------- | --- | --- | --- |
| Team event | França · Adeline Baud Mugnier · Nastasia Noens · Tessa Worley · Mathieu Faivre · Julien Lizeroux · Alexis Pinturault | Eslováquia · Tereza Jančová · Veronika Velez-Zuzulová · Petra Vlhová · Matej Falat · Adam Žampa · Andreas Žampa | Suécia · Frida Hansdotter · Maria Pietilä Holmner · Emelie Wikström · Mattias Hargin · Gustav Lundbäck · Andre Myhrer |

## Quadro de Medalhas
| Ordem | País           | Medalha de ouro | Medalha de prata | Medalha de bronze | Total |
| ----- | -------------- | --------------- | ---------------- | ----------------- | ----- |
| 1     | Áustria        | 3               | 4                | 2                 | 9     |
| 2     | Suíça          | 3               | 2                | 2                 | 7     |
| 3     | França         | 2               | 0                | 0                 | 2     |
| 4     | Canadá         | 1               | 1                | 1                 | 3     |
| 4     | Estados Unidos | 1               | 1                | 1                 | 3     |
| 6     | Eslovênia      | 1               | 0                | 0                 | 1     |
| 7     | Noruega        | 0               | 1                | 1                 | 2     |
| 8     | Liechtenstein  | 0               | 1                | 0                 | 1     |
| 8     | Eslováquia     | 0               | 1                | 0                 | 1     |
| 10    | Suécia         | 0               | 0                | 2                 | 2     |
| 11    | Alemanha       | 0               | 0                | 1                 | 1     |
| 11    | Itália         | 0               | 0                | 1                 | 1     |
| Total | Total          | 11              | 11               | 11                | 33    |

- País sede.